# Ophraella artemisia
Ophraella artemisia là một loài bọ cánh cứng trong họ Chrysomelidae. Loài này được Futuyma miêu tả khoa học năm 1990.